# 林群聲
林群聲，SBS，JP，現為香港都會大學校長，環境化學、生態毒理學及環境風險評估的學者。在他任內，香港公開大學於2021年9月正式改名為香港都會大學。

## 生平
林群聲小時就讀位於柴灣徙置區的柴灣官立小學（於1980年已停辦）、中學畢業於香港華仁書院、1979年考入香港大學念化學及生物，取得學士及碩士學位。1984年，他獲英聯邦獎學金赴英國深造，在謝菲爾德大學修讀博士學位，再於倫敦大學國王學院從事博士後研究。於1988年加入香港城市理工學院（現香港城市大學）擔任講師一職。其後，他在香港中文大學（1990-1992）和澳洲維多利亞科技大學（1992-1994）工作。他在1994年再次回到香港城市大學化學系（前生物及化學系）工作。1994年起，他在香港城市大學先後擔當其他要職，包括署理副校長（本科教育）、副校長（學生事務）、秘書長及海洋污染國家重點實驗室主任。
2024年9月1日起任職香港考試及評核局委員會主席,為期三年。

## 公職
林群聲在國際學術期刊以作者或共同作者的身份發表超過400篇文章，主持超過35項環境相關的政府顧問項目，包括有毒污染物對本港鯨豚和水鳥的風險評估。

## 榮譽
- 於2008年獲香港特別行政區政府委任為太平紳士
- 於2014年獲頒授「銀紫荊星章」
- 於2011年、2012年及2019年三度獲國家教育部頒發自然科學獎（二等獎）